# Orthotrichum rogeri
Orthotrichum rogeri là một loài Rêu trong họ Orthotrichaceae. Loài này được Brid. mô tả khoa học đầu tiên năm 1812.